# Samotherium
Samotherium is een geslacht van uitgestorven giraffen, dat leefde tijdens het Mioceen.

## Beschrijving
Dit drie meter hoge dier kenmerkte zich door de tamelijk korte nek, de lange poten en een paar hoorns net boven zijn ogen. De verlengde, afgeronde snuit had een lange diastema en was aangepast aan het grazen, terwijl de hoogkronige kiezen waren aangepast aan het herkauwen.

## Vondsten
Van dit dier werden resten gevonden in Europa, Azië en Afrika.